# Gerhard Reichhardt
Gerhard Reichhardt (* 27. Dezember 1925 in Gotha; † 18. April 1969 in Stade) war ein deutscher Politiker (SPD).

## Leben und Beruf
Nach dem Schulbesuch nahm Reichhardt von 1943 bis 1945 als Soldat am Zweiten Weltkrieg teil. Bei Kriegsende geriet er in US-amerikanische Gefangenschaft, aus der er 1946 entlassen wurde. Er absolvierte 1946/47 eine Bäckerlehre, besuchte 1947/48 die Berufspädagogische Ausbildungsstätte in Gotha und arbeitete 1948/49 als Berufsschullehrer. 1950 siedelte er aus der DDR in die BRD über. Hier war er von 1950 bis 1955 als Gewerbelehrer tätig. Im Anschluss fungierte er als Geschäftsführer der IG Chemie, Papier, Keramik.

## Partei
Reichhardt beantragte am 5. Juni 1943 die Aufnahme in die NSDAP und wurde rückwirkend zum 20. April desselben Jahres aufgenommen (Mitgliedsnummer 9.598.508). Er schloss sich dann 1946 der LDPD an, war seit 1948 stellvertretender Vorsitzender der LDPD in Vacha und arbeitete 1949/50 als Kreissekretär für die Partei. Nach seiner Übersiedlung trat er 1950 in die SPD ein. 1964 wurde er zum Vorsitzenden des SPD-Unterbezirkes Stade-Bremervörde gewählt.

## Abgeordneter
Reichhardt war seit 1956 Kreistagsmitglied des Kreises Stade und seit 1961 Senator der Stadt Stade. Dem Deutschen Bundestag gehörte er vom 5. Oktober 1964, als er für den ausgeschiedenen Abgeordneten Uwe-Jens Nissen nachrückte, bis 1965 an. Er war über die Landesliste Niedersachsen ins Parlament eingezogen.

## Öffentliche Ämter
Reichhardt war seit 1963 stellvertretender Landrat des Kreises Stade und amtierte 1968/69 als Bürgermeister der Stadt Stade.